# Mafalda Arnauth
Mafalda Arnauth, née à Lisbonne le 4 octobre 1974, est une fadiste portugaise.

## Carrière musicale
Maflada Arnauth commence sa carrière en 1995, dans un concert au Teatro São Luís de Lisbonne, à l'invitation du fadiste João Braga. Ce qui semblait au premier abord une participation occasionnelle est devenu une carrière. 
Son premier album, Mafalda Arnauth (1999), est acclamé par la critique et reçoit le prix de la révélation vocale de l'année du magazine portugais Blitz[réf. nécessaire]. Ce succès se répète avec son deuxième album, Esta voz que me atravessa (2001), presque entièrement consacrée au fado. En 2003, Mafalda sort Encantamento, où elle émerge comme auteur-compositeur, signant presque toutes les compositions. Diário (2005) est considéré par les critiques[Lesquels ?] et les fans comme son meilleur disque à ce jour[réf. nécessaire].

## Discographie
- 1999 : Mafalda Arnauth
- 2001 : Esta voz que me atravessa
- 2003 : Encantamento
- 2005
  - Talvez se Chame Saudade (Best Of)
  - Diário
- 2008 : Flor de Fado
- 2010 : Fadas
- 2013 : Terra de Luz
- 2015 : Mafalda Arnauth & Antlantihda